# Albert Hayn
Albert Hayn (* 17. September 1801 in Breslau; † 30. Oktober 1863) war ein deutscher Geburtshelfer und Hochschullehrer in Königsberg i. Pr.

## Leben
Hayn studierte an der Schlesischen Friedrich-Wilhelms-Universität und der Julius-Maximilians-Universität Medizin. 1822 renoncierte er beim Corps Franconia Würzburg; er blieb als Renoncenphilister zeitlebens im Corps. Später ging er an die Rheinische Friedrich-Wilhelms-Universität, an der er sich für Geburtshilfe habilitierte. Im Dezember 1830 folgte er dem Ruf der Albertus-Universität Königsberg als Direktor der Hebammenschule. Er wurde zunächst als Extraordinarius in die Medizinische Fakultät aufgenommen. 1844 wurde er bei Gelegenheit des 300-jährigen Universitätsjubiläums zum o. Professor der Universitätsfrauenklinik Königsberg bestellt. Seine Vorlesungen über die Geburtshilfe besuchte der spätere Pathologe Ernst Christian Neumann. Diese Aufzeichnungen zum Kurs „Zangenoperation“ befinden sich in der Handschriftenabteilung der Staatsbibliothek Göttingen.  1847 trat er als Medizinalrat in das Provinzial-Medicinal-Collegium für Ost- und Westpreußen ein. Er las auch über Geschichte der Medizin. 1860/61 war er Rektor der Albertus-Universität.
Hayn litt seit seinem 29. Lebensjahr an einem Lungenemphysem, an dessen Folgen er auf der Rückreise aus der Schweiz mit 62 Jahren starb. In der Königsberger Siedlung Charlottenburg wurde 1941 eine Straße nach ihm benannt.

## Werke
Hayn hinterließ nur zwei Arbeiten:
- Abhandlungen auss dem Gebiete der Geburtshülfe, 1828
- Beiträge zur Lehre vom schräg-ovalen Becken, Imp. 4. Mit einer lithographierten Tafel, 1852